# La Trétoire
La Trétoire je francouzská obec v departementu Seine-et-Marne v regionu Île-de-France. V roce 2013 zde žilo 454 obyvatel.

## Poloha
Sousední obce jsou: Boitron, Doue, Orly-sur-Morin, Rebais, Sablonnières a Saint-Léger.

## Vývoj počtu obyvatel
Počet obyvatel